# Utsigt af Ornäs

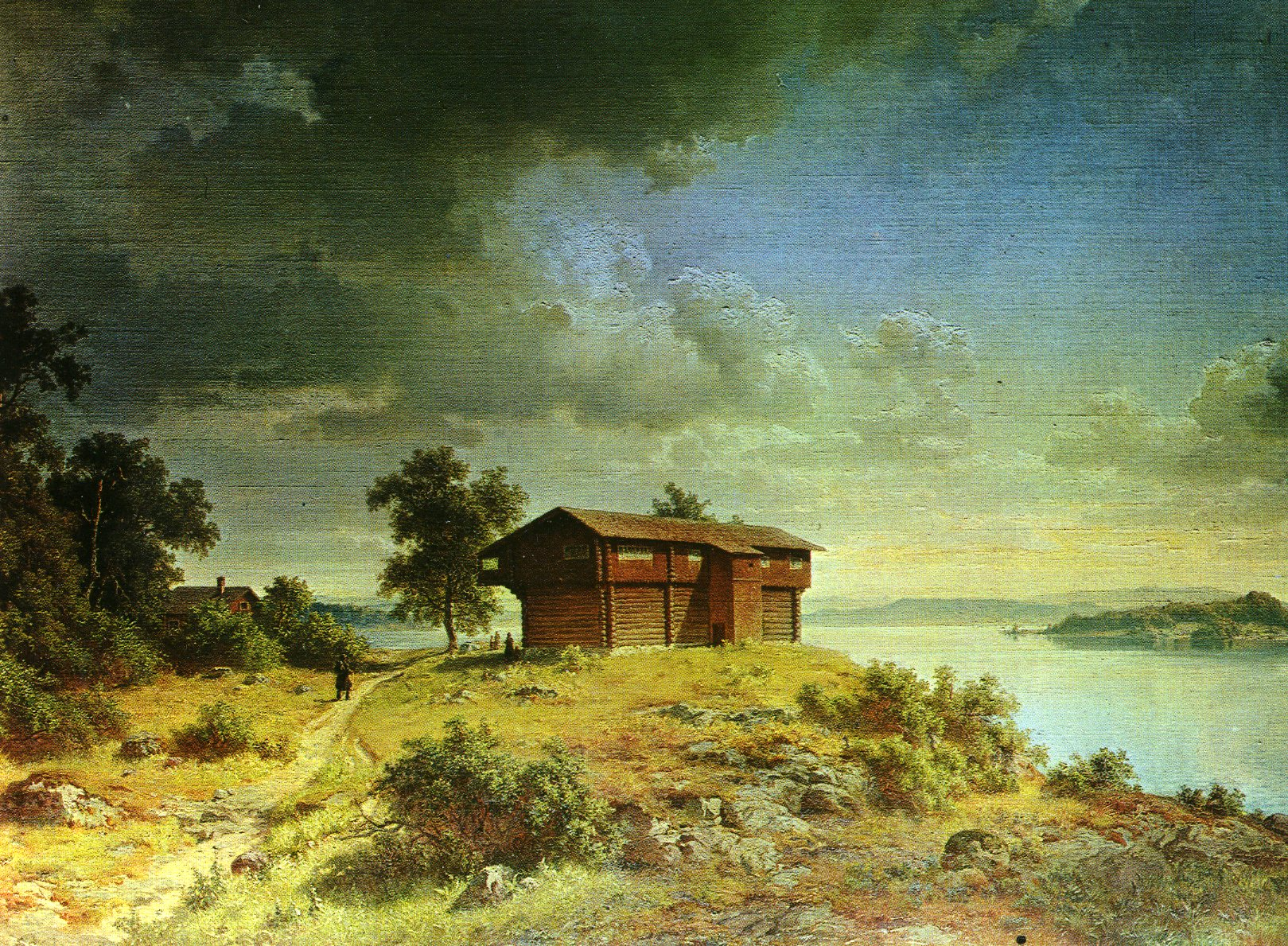

Utsigt af Ornäs är en målning av Edvard Bergh och hänger i Utmelandsmonumentet, som är beläget i Mora. Tavlan är en av tre tavlor som finns inne i detta monument. De andra är Gustav Vasa och Tomt Margit, målad av Johan Fredrik Höckert, samt Utsigt af byn Sälen, målad av Kung Karl XV.
Ovanför denna tavla finns inskriften: 
| ” | Då Gustaf Ericsson Wasa, i hopp att finna beredvilliga sinnen och armar till fäderneslandets räddning, förklädd vandrade från bygd till bygd i Dalarne, kom han Anders-messotiden 1520 till Arendt Perssons gård Ornäs. Den förrädiske ungdomsvännen låtsade deltagande för fäderneslandets öden och Gustafs räddningsplaner, lämnade honom herberge i den ännu idag qvarstående loftsbyggnaden, men begaf sig, under förevändning att utforska grannarnes tankar, till Danska fogden, att anmäla den fruktade flyktingen, på hvars hufvud ett högt pris var satt. Arendt Perssons hustru, den ädla Barbro Stigsdotter, anade mannens afsigt, väckte om natten som gäst och gaf honom medel att fly den öfverhängande faran. | „ |